# スリランカヒョウ

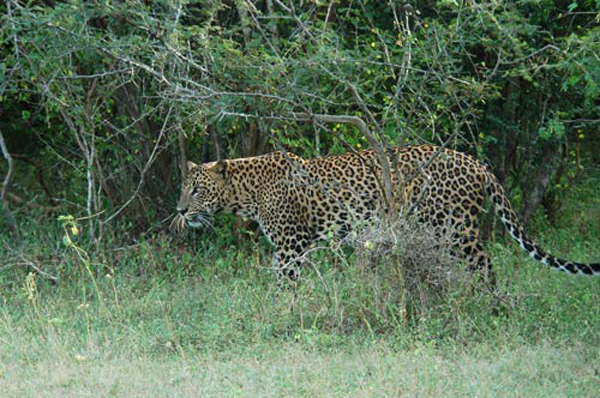
野生のスリランカヒョウ

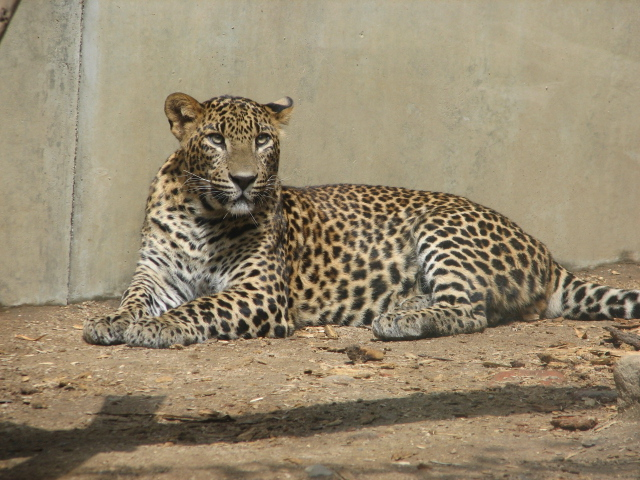
Jihlava動物園のスリランカヒョウ

スリランカヒョウ (Panthera pardus kotiya)（別名: セイロンヒョウ）は、スリランカ原産のヒョウの亜種。スリランカのみに生息し、他の亜種同様に絶滅の危惧にさらされている。

## スリランカヒョウの生態・分布
- スリランカ（セイロン）島の各地に生息している[注釈 1]。

- レオパード・プロジェクトにおける最近の研究では、スリランカヒョウも他亜種同様に、夜間単独で狩りをし、オス、メスそれぞれが単独のテリトリーを有しているとしている。単独のテリトリーではあるが、オスとメスのテリトリーが重なる所もあるし、オスだけのテリトリーもある。メスと子供は一緒にいる。ヤーラ国立公園においては全世界の中でヒョウの密度が最も高く、テリトリーが狭い範囲になっている。ヒョウウォッチングの良い場所ではあるが生息の危機となっている。
- スリランカ島唯一の原生林のシンハラジャ森林保護区は500種類の植物が自生し、スリランカヒョウ、スリランカゾウ、インドニシキヘビなどの絶滅が危惧されている動物も生息しているが1950年代頃からの人口増加による森伐採や伐採地での紅茶やゴムの大農園が作られ、その面積が現在では10分の1にまで減少してしまった。その為に、保護区域拡張のために、住民立ち退き計画が計画されたが、反発が強く計画は止まったままである。

- 体色は、黄褐色。
- 食性は、小型の哺乳類や鳥、爬虫類からサル、イノシシ、ホエジカ、サンバーなどのシカを獲物とし、時には野牛まで捕食する。

## スリランカヒョウの見られる動物園の一部
- シンガポールの動物園
- オランダ・アルンヘムのBurgers動物園
  - 2006.08.26のオランダ発のニュースに三つ子のスリランカヒョウの赤ちゃんが予防接種を受けたニュースがある[1]。

- 日本国内の動物園にはいない。